# Martín Zubimendi
Martín Zubimendi Ibáñez (San Sebastián, 2 de fevereiro de 1999) é um futebolista espanhol que atua como volante. Atualmente, joga pelo Arsenal.

## Carreira

### Real Sociedad
Nascido em San Sebastián, na Espanha, Zubimendi entrou nas categorias de base do Real Sociedad em 2011, aos 12 anos. Fez sua estreia no Time C do Sociedad em 27 de agosto de 2016, jogando os últimos 7 minutos do empate de 0 a 0 contra o SCD Durango, em jogo da Terceira Divisão Espanhola.

#### 2018–19
Em 25 de julho 2018, Zubimendi renovou seu contrato até 2022, e foi promovido definitivamente promovido para os reservas da Terceira Divisão. Em 28 de abril de 2019, fez sua estreia pelo time principal após entrar no lugar de Rubén Pardo aos 39 minutos no 2º tempo, tendo o Real Sociedad vencido o Getafe por 2 a 1.

#### 2020–21
Em 3 de abril de 2021, se sagrou campeão com o Sociedad da Copa del Rey de 2019–20 após bater o Atlético de Bilbao por 1 a 0. Em julho do mesmo ano, Zubimendi renovou novamente seu contrato com os Txuri-urdin, desta vez até 2025, além de promovido ao time principal do Sociedad.

#### 2021–22
Zubimendi fez seu primeiro gol pelo clube em 24 de fevereiro de 2022, na derrota por 3–1 para o Leipzig no jogo de volta das oitavas da Liga Europa, tendo o time espanhol sido eliminado por ter perdido no agregado (5–3 para o clube alemão). Fez também em 14 março de 2022, tendo entrado no intervalo e feito o único gol da vitória sobre o Alavés em jogo válido pela 28ª rodada da La Liga. Após atuar contra o Sevilla, completou 90 jogos com a camisa dos Txuri-urdin.

#### 2022–23
Fez seu 100º jogo pela Real Sociedad em 14 de agosto de 2022, na vitória por 1–0 sobre o Cádiz na 1ª rodada da La Liga. Em 11 de outubro, foi anunciado sua renovação contrato com o clube até 2027. Fez um dos gols da vitória sofrida de 5–3 sobre o Girona na 7ª rodada.

### Arsenal
Em 6 de julho de 2025, o Arsenal anunciou a contratação do volante Martín Zubimendi. O clube inglês pagou a cláusula de rescisão do meio-campista, de 65 milhões de euros (aproximadamente R$ 415 milhões). No clube londrino, Zubimendi vestirá a camisa de número 36.

## Seleção espanhola

### Sub-19
Zubimendi participou de um amistoso que a Espanha Sub-19 acabou sendo derrotado por 2 a 1 para a seleção de Portugal Sub-19, em 15 de novembro de 2017.

### Sub-21
Em 15 de março de 2021, foi um dos convocados pelo técnico Luis de la Fuente para a disputa do Eurocopa Sub-21 de 2021.

### Sub-23
No dia 29 de junho de 2021, foi um dos convocados para representar a Espanha nos Jogos Olímpicos de 2020, em Tóquio.

### Principal
Devido ao caso do teste de COVID-19 do meio-campo Sergio Busquets ter dado positivo, toda a os jogadores da seleção foram colocados de quarentena, tendo os jogadores do Sub-21 os substituído no amistoso contra a Lituânia, no dia 8 de junho de 2021. Zubimendi fez sua estreia pela Seleção Principal nesta partida, tendo ganhado o jogo por 4 a 0.
Em 2023, voltou a ser chamado por Luis de la Fuente para dois jogos das Eliminatórias para a Copa do Mundo de 2026, em jogos contra a Geórgia e Chipre, nos dias 8 e 12 de setembro, respectivamente.

## Estatísticas
Atualizadas até dia 14 de outubro de 2022.[carece de fontes?]

### Clubes
| Clubes            | Temporada         | Campeonato Nacional | Campeonato Nacional | Campeonato Nacional | Copa Nacional | Copa Nacional | Copa Nacional | Campeonato Continental | Campeonato Continental | Campeonato Continental | Outros torneios | Outros torneios | Outros torneios | Total | Total | Total   |
| Clubes            | Temporada         | Jogos               | Gols                | Assist.             | Jogos         | Gols          | Assist.       | Jogos                  | Gols                   | Assist.                | Jogos           | Gols            | Assist.         | Jogos | Goals | Assist. |
| ----------------- | ----------------- | ------------------- | ------------------- | ------------------- | ------------- | ------------- | ------------- | ---------------------- | ---------------------- | ---------------------- | --------------- | --------------- | --------------- | ----- | ----- | ------- |
| Real Sociedad B   | 2016–17           | 3                   | 0                   | 0                   | —             | —             | —             | —                      | —                      | —                      | —               | —               | —               | 3     | 0     | 0       |
| Real Sociedad B   | 2017–18           | 2                   | 0                   | 0                   | —             | —             | —             | —                      | —                      | —                      | —               | —               | —               | 2     | 0     | 0       |
| Real Sociedad B   | 2018–19           | 20                  | 1                   | 1                   | —             | —             | —             | —                      | —                      | —                      | —               | —               | —               | 20    | 1     | 1       |
| Real Sociedad B   | 2019–20           | 25                  | 3                   | 0                   | —             | —             | —             | —                      | —                      | —                      | —               | —               | —               | 25    | 3     | 0       |
| Real Sociedad B   | Total             | 50                  | 4                   | 1                   | 0             | 0             | 0             | 0                      | 0                      | 0                      | 0               | 0               | 0               | 50    | 4     | 1       |
| Real Sociedad     | 2018–19           | 1                   | 0                   | 0                   | 0             | 0             | 0             | —                      | —                      | —                      | —               | —               | —               | 1     | 0     | 0       |
| Real Sociedad     | 2019–20           | 9                   | 0                   | 0                   | 1             | 0             | 0             | —                      | —                      | —                      | —               | —               | —               | 10    | 0     | 0       |
| Real Sociedad     | 2020–21           | 31                  | 0                   | 0                   | 2             | 0             | 0             | 7                      | 0                      | 0                      | 1               | 0               | 0               | 41    | 0     | 0       |
| Real Sociedad     | 2021–22           | 36                  | 2                   | 1                   | 4             | 0             | 0             | 7                      | 1                      | 0                      | 0               | 0               | 0               | 47    | 3     | 1       |
| Real Sociedad     | 2022–23           | 8                   | 0                   | 2                   | 0             | 0             | 0             | 1                      | 0                      | 0                      | —               | —               | —               | 9     | 0     | 2       |
| Real Sociedad     | Total             | 85                  | 2                   | 3                   | 7             | 0             | 0             | 15                     | 1                      | 0                      | 1               | 0               | 0               | 108   | 2     | 3       |
| Total na carreira | Total na carreira | 135                 | 6                   | 5                   | 7             | 0             | 0             | 15                     | 1                      | 0                      | 1               | 0               | 0               | 158   | 6     | 4       |

- a. ^ Jogos da Copa del Rey
- b. ^ Jogos da Liga Europa da UEFA
- c. ^ Jogos do Supercopa da Espanha

### Seleção Espanhola
Atualizadas até 7 de agosto de 2021.[carece de fontes?]

#### Sub-17
| Ano   |       |      |         |
| Ano   | Jogos | Gols | Assist. |
| ----- | ----- | ---- | ------- |
| 2016  | 0     | 0    | 0       |
| Total | 0     | 0    | 0       |

#### Sub-19
| Ano   |       |      |         |
| Ano   | Jogos | Gols | Assist. |
| ----- | ----- | ---- | ------- |
| 2017  | 1     | 0    | 0       |
| Total | 1     | 0    | 0       |

#### Sub-21
| Ano   |       |      |         |
| Ano   | Jogos | Gols | Assist. |
| ----- | ----- | ---- | ------- |
| 2020  | 3     | 0    | 0       |
| 2021  | 4     | 0    | 0       |
| Total | 7     | 0    | 0       |

#### Sub-23
| Ano   |       |      |         |
| Ano   | Jogos | Gols | Assist. |
| ----- | ----- | ---- | ------- |
| 2021  | 5     | 0    | 0       |
| Total | 5     | 0    | 0       |

#### Principal
| Ano   |       |      |         |
| Ano   | Jogos | Gols | Assist. |
| ----- | ----- | ---- | ------- |
| 2021  | 1     | 0    | 0       |
| Total | 1     | 0    | 0       |

## Títulos

### Real Sociedad
- Copa del Rey: 2019–20[carece de fontes?]

### Seleção Espanhola
- Liga das Nações da UEFA: 2022–23[carece de fontes?]
- Campeonato Europeu: 2024[carece de fontes?]

### Seleção Espanhola Sub-23
- Jogos Olímpicos: prata em 2020[carece de fontes?]